# أليخاندرو ميركادو
أليخاندرو ميركادو (بالإسبانية: Alejandro Mercado)‏ (4 سبتمبر 1983 في المكسيك - ) هو لاعب كرة قدم مكسيكي في مركز الدفاع. لعب مع كلوب ليون.

## وصلات خارجية
- أليخاندرو ميركادو على موقع قاعدة بيانات كرة القدم.إي يو (الإنجليزية)